# 모스트 원티드 맨
《모스트 원티드 맨》(영어: A Most Wanted Man)은 2014년에 개봉한 영국의 첩보 스릴러 영화이다. 존 러카레이의 동명 소설이 원작이며, 안톤 코르베인이 감독을 맡고 앤드루 보벨이 각본을 썼다. 필립 시모어 호프먼, 레이철 매캐덤스, 윌럼 더포, 로빈 라이트, 그리고리 도브리긴, 후마윤 아르샤디, 니나 호스, 다니엘 브륄 등이 출연하였다.
2014년 1월 19일 제30회 선댄스 영화제에서 첫 상영을 하였고, 제36회 모스크바 국제 영화제와 제40회 도빌 미국 영화제의 주요 부문에서 경쟁하였다. 호프먼의 영화 출연작 중 그의 생전에 개봉한 마지막 작품이기도 하다.

## 출연진
- 필립 시모어 호프먼 - 귄터 바흐만 역
- 레이철 매캐덤스 - 아나벨 리히터 역
- 윌럼 더포 - 토미 브루 역
- 로빈 라이트 - 마사 설리번 역
- 그리고리 도브리긴 - 이사 카르포프 역
- 데리아 알라보라 - 레일라 옥타이 역
- 다니엘 브륄 - 막스 역
- 니나 호스 - 에르나 프라이 역
- 헤르베르트 그뢰네마이어 - 미하엘 악셀로트 역
- 마르틴 부트케 - 에르하르트 역
- 코스탸 울만 - 라시드 역
- 후마윤 아르샤디 - 파이살 압둘라 박사 역
- 메디 데비 - 자말 압둘라 역
- 비키 크리프스 - 니키 역
- 라이너 보크 - 디터 모어 역